# ディー・エヌ・エー
株式会社ディー・エヌ・エー（英: DeNA Co.,Ltd.、以下DeNA）は、東京都渋谷区に本社を置く、日本のインターネット関連企業。コンピュータエンターテインメント協会正会員。スマートフォン用ゲームの開発・配信を主業としつつ、SNS運営や電子商取引サービスなどを行う。また、傘下にプロ野球の横浜DeNAベイスターズ、プロバスケットボールの川崎ブレイブサンダース、プロサッカーのSC相模原を保有する。日経平均株価の構成銘柄の一つ。
社名はDNA（遺伝子）とeコマース（電子商取引）を組み合わせたもので、「eコマースの新しい遺伝子を世の中に広めていく"DNA"でありたい」という意味が込められているが、登記上社名は一貫してカタカナ表記を維持している。

## 沿革
- 1999年
  - 3月 - インターネット上のオークションサイトの企画・運営を行うことを目的として、東京都世田谷区に有限会社ディー・エヌ・エーを設立。会社設立者は南場智子。
  - 8月 - 東京都渋谷区に移転。株式会社に組織変更。
  - 11月 - オークションサイト「ビッダーズ」のサービス開始。
- 2001年
  - 2月 - おいくら（リサイクル総合情報サイト）のサービスを開始。
  - 5月 -会員制EC支援サービス「クラブビッダーズ」を導入し、オークション＆ショッピングサイト「ビッダーズ」にリニューアル
- 2004年
  - 3月 - 株式会社インデックスと提携し、モバオク（携帯電話専用オークションサイト）のサービスを開始。
  - 7月 - アフィリエイトネットワーク「ポケットアフィリエイト」のサービスを開始
- 2005年
  - 2月 - 東京証券取引所マザーズに上場。
  - 6月 - 株式会社モバオクを設立
- 2006年
  - 2月 - 子会社として、株式会社モバコレを設立。携帯電話専用ゲームサイト「モバゲータウン」（現・モバゲー）を開始。ショッピングモールサイト「au Shopping Mall」の開始。
  - 5月 - 子会社として、株式会社ペイジェントを設立。
  - 7月 - 株式会社エアーリンク（DeNAトラベル）と株式会社瀧本を子会社化。
- 2007年12月12日 - 東京証券取引所市場第一部に指定替え。
- 2008年
  - 1月 - DeNA Global, Inc.を米国に設立
  - 2月25日 - 東京都渋谷区代々木に移転。
  - 4月14日 - 新潟県新潟市中央区万代に「新潟カスタマーサポートセンター」を開設。
- 2009年
  - 8月 - WAPTX LTD.の株式を取得[6]
  - 10月1日 - おいくらをプロトコーポレーションに事業譲渡。
- 2010年
  - 1月 - 「モバゲーオープンプラットフォーム」のサービスを開始[7]
  - 4月 - 株式会社エブリスタを設立
  - 6月7日 - NTTドコモとの合弁による小説・コミック投稿コミュニティ「E★エブリスタ」正式オープン。
  - 9月21日 - 「PC版モバゲータウン」のサービス終了。Yahoo! JAPANにてPC版モバゲータウン「Yahoo!モバゲー」（β版）の運営を開始。
  - 10月7日 - 「Yahoo!モバゲー」正式オープン。
  - 10月12日 - 米国ngmoco, LLCを子会社化。
  - 12月 - スマートフォン向けに「モバゲータウン」のサービスを開始
- 2011年
  - 3月28日 - モバゲータウン及びplus+ network（ngmocoが海外で行っているサービス）の名称を、世界共通ブランド・Mobageに変更。[8]
  - 6月25日 - 代表取締役社長兼CEOの南場智子が病気療養中の夫の看病を優先するため、代表権を返上し一取締役となる。COOの守安功が代表取締役社長兼ソーシャルメディア事業本部長、CFOの春田真が取締役会長となる[9]。
  - 7月 - 海外における「Mobage」のサービスを開始
  - 10月19日 - プロ野球・横浜ベイスターズ買収について、東京放送ホールディングス（当時、現TBSホールディングス）と大筋で合意に到達[10]。
  - 11月4日 - 横浜ベイスターズ球団株のうち、TBSHD及びBS-TBSの所有する発行済株式の66.92%（87万株）を約65億円（1株あたり 7,471 円[11]）で取得する株式譲渡契約を締結し、TBSHDに変わって同球団の筆頭株主になることを公表[12]。
  - 11月21日 - 6月の排除命令を受けグリー、KDDI2社連名にて10億5000万円の損害賠償請求を求め提訴される。グリーの田中良和社長は「取引妨害は2010年12月までの認定であり、それ以降についても取引妨害を行っていたことを証明する」と宣言した。
  - 11月30日 - 携帯ショッピングサイトのモバコレを千趣会へ譲渡[13]
  - 12月1日 - プロ野球オーナー会議で東北楽天ゴールデンイーグルス以外の10球団から参入を承認。翌2日にTBSホールディングスから球団株式の譲渡を受け横浜ベイスターズ改め「横浜DeNAベイスターズ」が誕生。
- 2012年
  - 4月16日 - 本社を渋谷区渋谷の渋谷ヒカリエに移転。旧本社は「初台オフィス」として引き続き一部部門が入居する[14]。
  - 10月23日 - 「comm」を配信開始。
  - 11月9日 - プロバスケットボールbjリーグ・横浜ビー・コルセアーズとオフィシャルタイアップパートナー契約[15]。
  - 12月 - 株式会社Cygamesの株式を取得
- 2013年
  - 1月10日 - コーポレートロゴ、および一部サービス名称を変更[16]。「私たちのサービスで世界中の人々を喜ばせたい、楽しませたい」として、ロゴに「:D」の顔文字を取り入れた[17]。
  - 4月1日 - 2012年度限りで廃部となる「エスビー食品陸上競技部」を受け入れ、陸上チーム「DeNAランニングクラブ（DeNA Running Club）」を創設[18]。
  - 11月25日 – 仮想ライブ空間「SHOWROOM」をサービス開始。[19]
  - 12月4日 – 週刊のマンガ雑誌アプリ「マンガボックス」を創刊。
- 2014年
  - 7月 - ヘルスケア事業を吸収分割により株式会社DeNAライフサイエンスに承継
  - 7月 - iemo株式会社及び株式会社ペロリの株式を取得[20]
  - 8月15日 - スマートフォン向けニュースアプリ「ハッカドール」をサービス開始。
- 2015年
  - 3月 - DeSCヘルスケア株式会社を設立
  - 3月17日 - 任天堂と、ゲームアプリ分野での業務提携を発表[21]。
  - 4月2日 - 任天堂の株式（約1.2%）を220億円で取得。同時に任天堂もDeNAの株式（約10%）を220億円で取得する[21]。
  - 5月 - ロボットタクシー株式会社を設立[22]
  - 6月20日 - 春田真が取締役会長を退任、後任に南場智子が就任。
  - 8月3日 - 会社分割によりSHOWROOM株式会社を設立し、当日からSHOWROOMの運営を承継[23]
  - 8月28日 - スマホ画面をそのまま生配信してコミュニケーションするアプリ「Mirrativ（ミラティブ）」を提供開始。[24]
  - 10月 - 日経平均株価の構成銘柄に採用される。元・マザーズ上場企業が日経平均株価の構成銘柄に選ばれるのは、スカイパーフェクト・コミュニケーションズ（現・スカパーJSATホールディングス）以来、2例目となる。
  - 11月24日 - 横浜DeNAベイスターズの本拠地（横浜スタジアム）を運営している株式会社横浜スタジアムに対して、発行済み普通株の友好的TOBを開始[25][26]。
- 2016年
  - 1月20日 - 株式会社横浜DeNAベイスターズが公開買付けにより株式会社横浜スタジアムに対する友好的TOBを完了。同社の議決権所有割合の過半数（71.12%）に該当する普通株を、総額74億2,500万円で取得した[27]。
  - 1月28日 - 株式会社横浜スタジアムの連結子会社（孫会社）化[28]によって、野球事業を球団（横浜DeNAベイスターズ）とスタジアム（株式会社横浜スタジアム）の一体運営体制へ移行。
  - 秋 - 「初台オフィス」を杉並区和泉に移転し、名称を「明大前オフィス」に変更。
  - 11月29日 - 医療情報キュレーションサイト「WELQ [ウェルク] | ココロとカラダの教科書」の全ての記事を非公開とすることを発表。多くの情報を無断転用、さらには、明らかに医療の観点からは誤っている情報が掲載されている医薬品医療機器法・著作権法違反など、医療情報の信憑性が問題視される[29]。
  - 12月 - ショッピングモール事業（「DeNAショッピング」「auショッピング」）をKDDIへ譲渡[30]
- 2017年
  - 3月10日 - DeNA、横浜DeNAベイスターズ、横浜スタジアムの3社と横浜市はスポーツ振興、地域経済活性化等に向けた包括連携協定を締結。陸上チームを2017年度より本拠を横浜市に移した上でチーム名を「横浜DeNAランニングクラブ（Yokohama DeNA Running Club）」に変更。ベイスターズのデザインをモチーフとした「ホームユニフォーム」を制定し神奈川県下の大会や駅伝大会などで着用する[31]。
  - 3月13日 - DeNAが運営していた「WELQ [ウェルク] 」を始めとするキュレーション事業（まとめサイト）に関する第三者委員会の報告が公開された。報告を受けて経営体制を見直し、南場智子会長が代表取締役に復帰、ツートップ体制となった[32]。
  - 9月12日 - 次世代タクシー配車アプリ「タクベル」の実用実験を横浜市の限定エリアで開始。神奈川県タクシー協会と共同で10月31日まで実施[33]。
  - 12月6日 - プロバスケットボールBリーグに所属する川崎ブレイブサンダースの東芝（TBLSサービス）からの運営承継をJPBL理事会で承認される[34]。
  - 12月7日 - オリジナルタイトルの新作スマートフォンRPG「メギド72」を配信開始[35]。
- 2018年
  - 1月11日  - 川崎ブレイブサンダースの新たな運営会社たる株式会社DeNA川崎ブレイブサンダースを設立[36]。
  - 3月 - iemo株式会社及びロボットタクシー株式会社を吸収合併[37]
  - 3月 - ライブ動画配信サービスの「Mirrativ」事業を株式会社エモモへ譲渡[38]
  - 春 - 「明大前オフィス」を渋谷区代々木に再移転し、名称を「初台オフィス」に再変更。
  - 4月19日 - 次世代タクシー配車アプリ「タクベル」が神奈川県横浜・川崎エリアで正式サービス開始[39]。
  - 5月 - 株式会社DeNAトラベル（現商号株式会社エアトリインターナショナル）の全株式をエボラブルアジアへ譲渡[40]
  - 7月1日 - 川崎ブレイブサンダースに関する事業がTBLSサービスからDeNA川崎ブレイブサンダースに正式に移譲[41]。
  - 7月11日 - 次世代タクシー配⾞アプリ「タクベル」の対象エリアを横浜・川崎エリアから神奈川県に拡⼤[42]。
  - 12月5日 - 神奈川県内でサービス展開していた次世代タクシー配車アプリ「タクベル」を全国展開。同時に名称を「MOV」へとリブランディング[43]。
- 2019年
  - 3月 - 株式会社ペイジェントの全株式をNTTデータへ譲渡[44]
  - 4月 - 個人間カーシェアリング事業「Anyca（エニカ）」事業を吸収分割により株式会社DeNA SOMPO Mobilityに承継。SOMPOホールディングスと共同で運営を開始[45]。
  - 5月 - 中高年向けSNS「趣味人倶楽部」をオースタンスに譲渡[46]
  - 8月29日 - スマートフォンゲーム「ポケモンマスターズ」を配信開始[47]。
  - 9月12日 - 日本ゲーム大賞にて「メギド72」が優秀賞を受賞。スマートフォンゲームで唯一の受賞[48]。
  - 9月25日 - 任天堂と共同開発しているスマートフォンゲーム「マリオカート ツアー」を配信開始[49]。
  - 12月18日 - タカラトミーと共同開発しているスマートフォンゲーム「DUEL MASTERS PLAY'S（デュエル・マスターズ プレイス）」を配信開始。
- 2020年
  - 2月 - 株式会社ペロリを吸収合併[50]
  - 4月1日 - タクシー配車アプリ等に関するMOV事業を日本交通の関連会社である株式会社Mobility Technologies（旧商号JapanTaxi株式会社）に承継
- 2021年
  - 2月25日 - Jリーグに所属するSC相模原の運営会社であるスポーツクラブ相模原の株式19%の取得をJリーグ理事会で承認される[51]。
  - 3月31日 - 横浜DeNAランニングクラブが廃部。同年4月以降は国際大会を目指す選手のサポートを行う「DeNAアスレティックスエリート」として事業を継続[52]。
  - 4月1日 - 守安功が代表取締役社長兼CEOを退任、後任にベイスターズの球団社長を務めた岡村信悟が就任。[53]
  - 8月1日 - 株式会社IRIAMを子会社化[54][50]
  - 8月10日 - 本社をWeWork渋谷スクランブルスクエアに移転。
  - 9月1日 - 日本テクトシステムズ株式会社を簡易株式交換で完全子会社化[55]。
  - 12月13日 - 株式会社エブリスタの保有する全株式を株式会社メディアドゥへ譲渡[56]。
- 2022年
  - 8月3日 - 株式会社データホライゾンを子会社化[57]。
  - 10月3日 - 株式会社アルムを子会社化[58]
  - 10月 - DeSCヘルスケア株式会社の保有する全株式を株式会社データホライゾンに譲渡
- 2023年
  - 2月1日 - SC相模原の運営会社である株式会社スポーツクラブ相模原の株式74.2%を追加取得。これにより、既に取得している株式と合わせて93.2%を保有し、Jリーグに本格参入することになる[59]。
- 2024年
  - 10月30日 - スマートフォンゲーム「Pokémon Trading Card Game Pocket」を配信開始[60]。
  - 12月3日 - グッドスマイルカンパニーとの合弁会社「ディー・スマイル」を設立[61]。

## 歴代社長
| 代 | 氏名     | 就任日    | 退任日    | 備考 |
| -- | -------- | --------- | --------- | ---- |
| 1  | 南場智子 | 1999年    | 2011年    |      |
| 2  | 守安功   | 2011年    | 2021年4月 |      |
| 3  | 岡村信悟 | 2021年4月 | 現職      |      |

## 主な運営サービス
- Mobage（携帯電話専用ゲーム&SNSサイト）
- Yahoo!モバゲー（PC版ゲーム&SNSサイト。Yahoo! JAPAN内にて運営）
- AndApp（スマートフォン向けのゲームをPCで遊ぶことができるプラットフォーム）
- メギド72（スマートフォンRPG）
- ポケモンマスターズ EX（スマートフォンゲーム）
- マリオカート ツアー（スマートフォンゲーム）
- Pococha（ライブコミュニケーションアプリ）
- IRIAM（ライブコミュニケーションアプリ）
- Pokémon Trading Card Game Pocket（スマートフォンゲーム）

## 公開しているソフトウェア
- H2O（独自のWebサーバウェア(HTTPD)をオープンソース(MITライセンス)で公開している）

## 主な子会社・関連会社

### 日本国内
※特記なき限り全て株式会社である。

#### 子会社
- モバオク - オークションサイトの運営
- DeNA Games Tokyo
- 集英社DeNA プロジェクツ - 集英社との合弁企業
- 横浜DeNAベイスターズ
  - 横浜スタジアム
- DeNA川崎ブレイブサンダース
- スポーツクラブ相模原
- IRIAM
- DeNAライフサイエンス
- 日本テクトシステムズ
- データホライゾン
  - DPPヘルスパートナーズ
  - ブリッジ
  - DeSCヘルスケア - 住友商事との合弁会社。
- アルム
  - エムプラス
  - PENTAS
- デライト・ベンチャーズ1号投資事業有限責任組合
- DeNAビジネスコミュニケーションズ - 特例子会社

#### 関連会社
- Cygames - サイバーエージェントの子会社で、資本提携を行っている。
- SHOWROOM[23] - アイドル、モデル、タレント等の番組を生配信するネットサービス「SHOWROOM」の運営。
- PFDeNA - Preferred Networksとの合弁企業。
- DeNA SOMPO Mobility
- DeNA SOMPO Carlife
- GO（旧：Mobility Technologies） - 関連会社で、タクシー配車アプリ「GO」の運営。東京の日本交通の関連会社でもある。
- マンガボックス - TBSホールディングスの子会社で、元子会社。
- ニンテンドーシステムズ - 任天堂との合弁会社。
- エスコンスポーツ&エンターテイメント - エスコンおよびファイターズスポーツ&エンターテイメントとの合弁会社。

#### 過去
- BNDeNA - バンダイナムコゲームスとの合弁会社。2011年10月3日設立、2014年3月31日解散。
- ロボットタクシー
- DeNAトラベル - エボラブルアジアに売却し、旅行業から撤退。2018年6月1日に名称をエアトリに変更。
- ペイジェント - 保有する全株式をNTTデータへ譲渡
- みんなのウェディング
- ペロリ
- エブリスタ - メディアドゥへ譲渡
- DEF STUDIOS - 合弁相手の双葉社へ譲渡

### 海外

#### 子会社
- WAPTX LTD.
  - 上海縦遊綱絡技術有限公司（Shanghai Zongyou Network Technology Co., Ltd.,／DeNA China）
  - 上海蛙扑网络技术有限公司（Shanghai Wapu Network Technology Co., Ltd.／Mobage China）
- DeNA Seoul Co., Ltd.
- DeNA Hong Kong Limited.

#### 過去
- DeNA Global Inc.
  - ngmoco,LLC
  - Gameview Studios, LLC
- MyAnimeList, LLC - Media Do International, Inc.へ譲渡

## 不祥事

### ソーシャルゲームでの独占禁止法違反
2010年12月8日、ソーシャルゲームメーカーにライバル「グリー」との取引をやめるよう圧力をかけたとして、不公正な取引方法（一般指定第15号該当）の容疑で公正取引委員会の立ち入り検査を受ける。その後、「競争者に対する取引妨害」（私的独占の禁止及び公正取引の確保に関する法律（独占禁止法）「不公正な取引方法」一般指定第14項該当）の事実が認定され公正取引委員会から排除命令を受ける。開発会社40社以上にグリーへのゲーム供給を行わないよう要請し、要請を無視した会社は売り上げが1/5になったり、新規利用者がほぼ0になった会社があった。

### ソーシャルゲームでの児童の被害の問題
2010年上半期に非出会い系サイトでの児童の被害が出会い系サイトを上回った。SNSの3大手、モバゲー（DeNA）、GREE、mixiの10年上半期の合計被害児童数は、非出会い系サイトの４割、240人超にのぼり、出会い系サイト全体の1.7倍に相当した。

### 「WELQ」に始まるキュレーションサイトの問題
DeNAのヘルスケア情報キュレーションサイト「WELQ」（ウェルク）において、不正確な内容や著作権侵害・医師による監修がない医療記事が大量に存在するという問題に端を発し、DeNAの他のキュレーションサイトも同様の問題が次々明らかになった。日本経済新聞の野村和博・新田祐司は、「今回の事態はリスク管理やコンプライアンス（法令順守）というより、それ以前のモラルの問題だ。」と述べている。
一連の騒動は、DeNAだけの問題にとどまらず、提供するのはあくまで「場」・プラットフォームであるとして、事業者自身は利益を得ながらも責任を負わないという無責任な運営姿勢、コンテンツ制作を安易に外部委託するリスクという、現在のインターネット業界の問題を浮き彫りにした。
DeNAは、2014年にインテリア関連情報の「iemo（イエモ）」（代表取締役・村田マリ、のちDeNAキュレーション事業責任者）、女性向けファッション情報の「MERY（メリー）」（代表取締役・中川綾太郎）というキュレーションサイトの運営企業を50億円で買収して参入した。買収は守安社長の決定で、買収の是非について戦略投資推進室の見解を求めていない。投資家の山本一郎はiemo買収の競合他社が提示していた金額は8,000万円だったと述べており、妥当な金額ではなかったと指摘されている。「iemo」には2014年7月、共同代表取締役に元サイバーエージェントの鈴木裕斗、編集長に元オールアバウトの徳島久輝が就任しており、村田はキュレーションサイトには編集長が必要と述べている。
DeNAのキュレーション・サイトの立ち上げには、「BuzzNews（バズニュース）」というバイラル・サイトを運営し、外部コンテンツ盗用で閉鎖したウェブテック・アジアの関係者が関与していたことが、テッククランチ・ジャパンの取材で明らかになっている。ウェブテック・アジアの関係者は村田マリと親交があった。
DeNAはキュレーションサイト運営事業を拡大し、10サイトを運営。キュレーションメディア事業は下降するゲーム事業の次の柱にと考えられていた。DeNAのキュレーションサイトには、掲載する記事の内容には責任を負わない旨の但し書きが記載されていた。
2015年10月にWELQを開設。「健康や医療をもっと身近に。」のキャッチフレーズで、外部ライターに依頼した記事や、登録した人の投稿、企業の依頼による記事広告（最低単価は150万円、2週間掲載 5万ページビューを想定）などが掲載された。アフィリエイトリンクを張った記事もあった。9割はクラウドソーシングで外注されており、まとめ記事の内容の信憑性や正確性を確認する体制はほとんどなかった。同社によると、月間利用者は延べ2000万人。DeNAの社長兼CEO守安功は、テッククランチ・ジャパンの取材で「医療情報を取り扱っているけれどもエビデンスがない」という状況は認識していたが、あとの対応でいいと考えていたと答えている。
WELQの記事は問題が多いにもかかわらず、Google検索など検索エンジンで上位に表示されることが多く、2016年の夏頃には、主にアフィリエイトやSEO（ウェブサイトの検索順位を上げるための最適化技術）の関係者がソーシャルメディア上で、WELQを含むDeNAのキュレーションサイトの記事は「SEO対策が強すぎる」と懸念を示していた。
9月には、医学部出身のライター朽木誠一郎が、WELQの問題を記事として発信し、10月にはSEOの専門家辻正浩がTwitterで、Googleで「死にたい」と検索するとWELQの記事がトップに表示されるが、転職サイトの自己分析サービスのアフィリエイト広告が掲載され、記事内容も鬱病の人が読むと症状を悪化させる可能性があり不適切と指摘、「健康被害が出る」と問題視する声がインターネット上などで増加した。2016年10月末にアフィリエイト広告は削除された。しかし、記事内容は「規約に違反していない」として、修正や削除は行わないとした。
不適切な引用、リライト、盗用が行われている、記事内容が不正確である、サプリメントががんに効くと喧伝するなど医薬品医療機器法（旧薬事法）に違反している、「肩こりの原因は幽霊かも」「パラレルワールドってあるの?」といったオカルト的な内容がある、SEOを駆使することで粗悪なコンテンツを検索上位に表示させている、記事が非常に安い単価で一般人ライターにクラウドソーシングされ量産されている、執筆者が匿名で専門知識がない、運営するDeNAが内容に責任を負わないと断っている、間違った情報・誇張された情報が患者の不安を煽っているなどの指摘がされた。医師など専門家の批判も相次いだ。記事を信じて症状を悪化させた被害も報告された。
11月24日から、医師や薬剤師などの専門家に監修の依頼を開始し、問題があると判断された記事は順次削除すると発表した。対応が遅い、監修を受けていない記事は非公開にすべきなどの批判が続いた。
11月28日に、BuzzFeed Japanが「参考サイトの文章を、事実や必要な情報を残して独自表現で書き換えるコツ」などを含んだ「執筆マニュアル」がDeNA社内に存在することをスクープした。 東京都議会議員の音喜多駿が、東京都福祉保健局健康安全部にウェブサイトの概要と問題点を報告すると、すぐに対応が協議された。東京都は、ある化粧品の記事に「アトピー性皮膚炎に効果のある」といった記載があり、記事から販売サイトへの誘導が行われていたことから、医薬品医療機器法（旧薬事法）に違反している可能性があるとして、担当者が来庁して記事と広告主の関係性などのWELQの仕組みを説明するようDeNAに即日依頼した。DeNAの担当者は多忙であるとして面会に応じなかった。DeNAは11月29日にすべての記事を非公開にした。
WELQ以外のDeNAのキュレーションサイトでも、他サイトからの無断転用・不適切な内容の記事などの問題が指摘されており、守安社長は、運営体制・方針が共通している9メディア（WELQ、iemo、Find Travel、cuta、UpIn、CAFY、JOOY、GOIN、PUUL）のマニュアルやライターへの指示などに、「他サイトからの文言転用を推奨していたと捉えられかねない点があった」として公開を停止し、守安社長の役員報酬減額を発表した。
12月1日の段階では、ファッション情報の「MERY」は「運営体制に問題がない」として唯一継続していたが、何の説明もなく大量の記事の非公開化が進んでいることが判明し、この事実を知った取締役会の指摘を受け、12月5日に「MERY」の公開も停止した。それまでの社内の「キュレーション管理委員会」で記事作成の過程や中身の精査を行うという姿勢を翻し、社外取締役や専門家を含む第三者委員会を設置した。
DeNAの問題を受け、リクルートホールディングス、サイバーエージェントなども、自社のキュレーションサイトの一部の記事の公開を停止した。専門家からは、Google検索は本件のような、クラウドソーシングを活用して記事を乱造するというスパム的手法にひどく弱く、クラウドソーシングがスパムサイトを支える構造になっているという指摘があった。
12月7日、DeNAは謝罪を目的とした記者会見を行った。出席したのは、社長である守安、経営企画本部長の小林賢治、創業者で現取締役会長の南場智子の3名で、事業責任者である村田マリ・中川綾太郎など、キュレーションメディアの制作現場に携わる責任者は、記者会見場に居なかった。守安社長は謝罪し、サービスの成長を急激に追い求めすぎており、メディア事業者としての認識が不足していたと述べた。
外部ライターへの発注金額の低さについては、「仕事としてではなくて、趣味について書いている。それでおカネをもらえるということで喜んでもらっているという認識だった」と述べた。現場の責任者が出席しなかったため、経緯は十分説明されなかった。守安社長も村田マリも、BuzzFeed Japanが指摘した、他人のコンテンツのリライトを指南する「社内マニュアル」については知らなかったと説明された。
守安社長は、被害を受けた読者や著作権侵害の懸念を持つ人のための相談窓口を設置し、著作権法違反には個別事案単位で相談に応じるが、現時点では会社として法的に責任があるかはまだわからないと述べ、辞任はしないとしている。南場会長は、家族の闘病の際にインターネットの医療情報は役に立たず信頼できないと思った、WELQの問題は全く知らなかった、「ただただ残念で申し訳ないの一言」と述べた。
クラウドソーシング事業を行うランサーズが5日、クラウドワークスが8日、企業がライターに依頼する際に、記事の無断転用や引用のリライトを禁止する指針を公表した。
サイバーエージェントによる無断盗用の告発に関わっていたライターのヨッピーは、同年12月9日のYahoo!ニュースの記事の中で、問題が明らかになった一連のキュレーションメディアに広告を出していた企業や広告代理店が余波で大炎上中と述べている。
2017年3月13日に、キュレーションサイト事業問題の第三者委員会の調査報告書が発表された。10サイトで最大74万7643件の画像、最大で約2万1000件の記事内容に複製権侵害の疑いがあること、記事の一部に医薬品医療機器法違反の可能性があること、リスク管理が甘かったことなどが公表された。運営中には多数の苦情が寄せられており、文章や画像の無断利用を指摘するものが986件、医療に関する指摘が91件もあった。
記事内容へのクレームに対して、DeNAは責任を回避するような対応をしており、法務部は、自社メディアがプラットフォームであることを前提としたテンプレート回答の作成を助言していた。DeNAは、自社サイトは「メディア」ではなく「プラットフォーム」であると主張していたが、ほとんどの記事がクラウドソーシングで発注して作成され、10サイト中8サイトにおける一般ユーザー投稿記事の割合は5％以下であり、第三者委員会はDeNAを『プラットフォーム』ではなく『メディア』であり、DeNAは投稿記事に責任を持つべきと結論づけた。
第三者委員会は、法務部はキュレーション事業でなぜ他の事業と同じようにチェック機能を果たすことができなかったのか、DeNAが掲げる「永久ベンチャー」は『免罪符にはならない』と述べ、「一連の不祥事は一部の部署の問題ではなく、経営陣のあり方や現場での事業の進め方、さらには法務部や内部監査といった、間接部門におけるチェック体制や会社の風土にまで及ぶ」と指摘した。
第三者委員会の調査によって、iemo・MERYの買収時に戦略投資推進室の室員から、査定なしでのiemoの買収金額の妥当性、著作権侵害の懸念のあるサービスをDeNAで横展開することのリスク、村田マリがシンガポールからリモートで事業を統括することのリスクなどが指摘されていたが、その警告は生かされなかったこと、守安社長が現場に相談なく高い数値目標を掲げていたことなどが明らかにされた。
第三者委員会の報告を受け、DeNAは経営体制を見直し、南場智子会長が代表取締役に復帰しツートップ体制となった。会見の質疑応答で南場智子会長は、キュレーション事業を続行するかどうかは白紙でまったく目処が立っておらず、今までと同じような形での再開はあり得ないとし、収益の柱になることもあり得ないと回答した。関係者25名に「就業規則に基づく処分」を行ったとしたが、詳細は明らかにされなかった。
守安社長は役員報酬を50パーセント減額、「MERY」を運営する子会社ペロリの社長中川綾太郎は辞任、キュレーション事業を統括していた村田マリは執行役員と子会社iemo・Find Travelの代表取締役を辞任する意向を表明した。現場責任者は解雇ではなく辞任、全体の責任者である代表取締役は、辞任や交代ではなく追加という形であり、第三者委員会の報告書では、責任の所在について明確になっていない。

## ゲームシリーズ
- ポケモンマスターズ EX
- ファイナルファンタジー レコードキーパー
- 逆転オセロニア
- メギド７２
- ONE PIECE サウザンドストーム
- ONE PIECE グランドコレクション
- 怪盗ロワイヤル
- takt op. 運命は真紅き旋律の街を

## 関連人物

### CM出演者
他は各項目を参照。
- Mobage#CM出演者
- Yahoo!モバゲー#CM
- comm#CM
- GO (タクシー配車サービス)#MOV（DeNA）

### ランニングクラブ所属者
☆はエスビー陸上部から移籍した選手・スタッフ。

#### 現在のアスレティックスエリート所属者
- 瀬古利彦 - 総監督→アドバイザー☆
- 館澤亨次 - 東海大学卒業
- 薄田健太郎 - 筑波大学大学院卒業

#### 過去の主な所属者
- 田幸寛史 - GM☆
- 国近友昭 - 監督☆
- 中村孝生 - 育成普及コーチ☆
- 柴田尚輝 - 育成普及コーチ、トヨタ紡織から移籍
- 阿部俊介 - スカウト、ミズノから移籍
- 長谷川裕介☆
- 相原征帆 - 青山学院大学卒業
- 川崎友輝 - 青山学院大学卒業
- 岩﨑喬也 - 四国電力から移籍
- 上野裕一郎☆
- 高橋優太☆
- 後藤田健介 - 駒澤大学卒業
- 室塚健太 - 自衛隊体育学校から移籍
- 須河宏紀 - 中央大学卒業
- 高橋憲昭 - 主将☆
- ビダン・カロキ☆
- イルング・デービッド・グレ
- 永井秀篤 - 中央大学卒業
- 高木登志夫 - 東海大学卒業
- 湊谷春紀 - 東海大学卒業
- 鬼塚翔太 - 東海大学卒業
- 松尾淳之介 - 東海大学卒業

### 同社出身者によって設立された会社
- Donuts - 西村啓成、根岸心が2007年に設立。
- アカツキ - 塩田元規がアクセンチュアの香田哲朗と共に2010年に設立。
- ORATTA - 今井勇樹が2010年に設立。
- Paysanne - 村田崇文が2010年に設立。
- Quipper - 渡辺雅之が2010年に設立。
- ロコンド - 田中裕輔が2010年に設立。
- ポッピンゲームズジャパン - 辻村尚志が2012年に設立。
- fuzz - 對馬正が2012年に設立。
- TIMERS - 椎名アマドが2012年に設立。
- YOYO Holdings - 深田洋輔が2012年に設立。
- ユニコン - 田中隆一がノッキングオン、Zynga Japanを経て2012年に設立。
- ユニラボ - 栗山規夫が2012年に設立。
- プレイライフ - 佐藤太一がアクセンチュアを経て2013年に設立。

- ライトマップ - 鈴鹿竜吾が2014年に設立。
- パルミー - 伊藤貴広が2014年に設立。
- PECO - 岡崎純が2014年に設立。
- flaggs - 吉江直人が2015年に設立。
- ベータカタリスト - 春田真、林光洋が2015年に設立。
- Bloom&Co. - 彌野泰弘が2015年に設立。
- FacePeer - 多田英彦が2015年に設立。
- SHOWROOM - 前田裕二がDeNAの当該事業をスピンオフし2015年に設立。
- Mirrativ - 赤川隼一がDeNAの当該事業をスピンオフし2018年に設立。
- JION - 成井五久実がトレンダーズを経て2016年に設立。
- カリーグズ - 福田航太が2016年に設立。
- ビビッドガーデン - 秋元里奈が2016年に設立。
- ベースフード - 橋本舜が2016年に設立。